# Barzana
Barzana [baɾˈʣaːna] (Barzana [baɾˈzana] o Barsàna in dialetto bergamasco) è un comune italiano di 2 038 abitanti della provincia di Bergamo in Lombardia.
Situato nella piana di Almenno, tra la Valle Imagna e la Valle San Martino, dista circa 13 chilometri ad ovest dal capoluogo orobico.

## Storia
Il territorio venne interessato da piccoli insediamenti stabili di popolazioni appartenenti al gruppo dei Liguri, a cui subentrarono gli Etruschi nel periodo dell'età del bronzo ed i Galli Cenomani tra il V ed il IV secolo a.C. Questi caratterizzarono fortemente il territorio, inserendolo nel contesto dell'insediamento di Lemine.
Successivamente si verificò la dominazione romana, i cui abitanti si fusero con quelli di origine celtica presenti precedentemente. Anche gli insediamenti ebbero un notevole sviluppo, favoriti dalla costruzione di un'importante strada di comunicazione, utilizzata principalmente dai militari, che collegava la città orobica con quella di Lecco, da cui poi era possibile raggiungere il nord Europa.
Con il termine dell'impero romano il territorio visse un periodo di scarsa antropizzazione, terminato con l'arrivo della popolazione dei Longobardi nel VI secolo, che diede vita alla curtis lemennis, inserita nel ducato di Bergamo.
A questa popolazione subentrarono, a partire dall'VIII secolo, i Franchi, con i quali Lemine diventò un beneficium entrando nell'ordinamento e nel costume feudale. Inizialmente i territori vennero dati in feudo ai conti Gisalbertini di Bergamo, a cui subentrò il vescovo di Bergamo, il quale in seguito li diede in gestione ai monaci della valle di Astino, come citato in documenti del 1234.
Il toponimo ebbe a formarsi in questi anni, e si presume derivi dal prefisso barz indicante un recinto per il bestiame, con la caratteristica desinenza latina -ana.
Nel corso del XIV secolo il territorio venne interessato dalle violente lotte tra guelfi e ghibellini, con il borgo di Barzana incluso nei confini di Almenno.
Poco interessato dai regimi che si susseguirono nella provincia di Bergamo, passò alla Repubblica di Venezia nel XV secolo, con la quale terminarono gli scontri tra fazioni avverse, alla Repubblica Cisalpina nel 1797, al Regno Lombardo-Veneto nel 1815 ed infine al Regno d'Italia nel 1859.

### Simboli
Il Comune ha come simboli lo stemma ed il gonfalone concessi con D.P.R. 26 luglio 1975.
Blasonatura stemma:
(DPR 26 luglio 1975)
Il fiume, parzialmente nascosto dalla torre, rappresenta il corso d'acqua Lesina, affluente del Brembo; la torre allude ai nuclei originari di Barzana, Arzenate e Casavoglio; i principali prodotti dell'agricoltura locale sono rappresentati dalle spighe di grano e dal grappolo d'uva; la collinetta in punta ricorda la posizione del paese sulle alture della Valle San Martino.
Blasonatura gonfalone:
(DPR 26 luglio 1975)

## Società

### Evoluzione demografica
Abitanti censiti

## Monumenti e luoghi d'interesse
In ambito religioso merita menzione la chiesa parrocchiale di San Rocco: edificata nel corso del XVII secolo, custodisce un buon numero di opere pittoriche di buona fattura.
In località Arzenate, nei pressi del confine con Brembate di Sopra, è inoltre presente la chiesa di San Pietro ad Vincula, secondo alcuni studi risalente a un periodo compreso tra l'VIII e il X secolo. Nonostante sia stata soggetta a numerosi rifacimenti in epoca medievale, ha mantenuto uno stile romanico molto caratteristico, anche se intaccato dall'incuria dei secoli successivi.
Infine merita menzione palazzo Passi-Ghidini edificato nel XV secolo sui resti ancora ben visibili di un accampamento romano (castrum), viene poi ampliato nel XVII, stanze magnificamente affrescate,giardino all'italiana molto ben conservato e parco.

## Amministrazione
| Periodo        | Periodo        | Primo cittadino | Partito      | Carica  | Note |
| -------------- | -------------- | --------------- | ------------ | ------- | ---- |
| 14 giugno 2004 | 27 maggio 2019 | Teodoro Merati  | lista civica | Sindaco |      |
| 27 maggio 2019 | 10 giugno 2024 | Luigi Fenaroli  |              | Sindaco |      |
| 10 giugno 2024 | in carica      | Teodoro Merati  |              | Sindaco |      |